# Kaszony-Bégányi-dombvidék

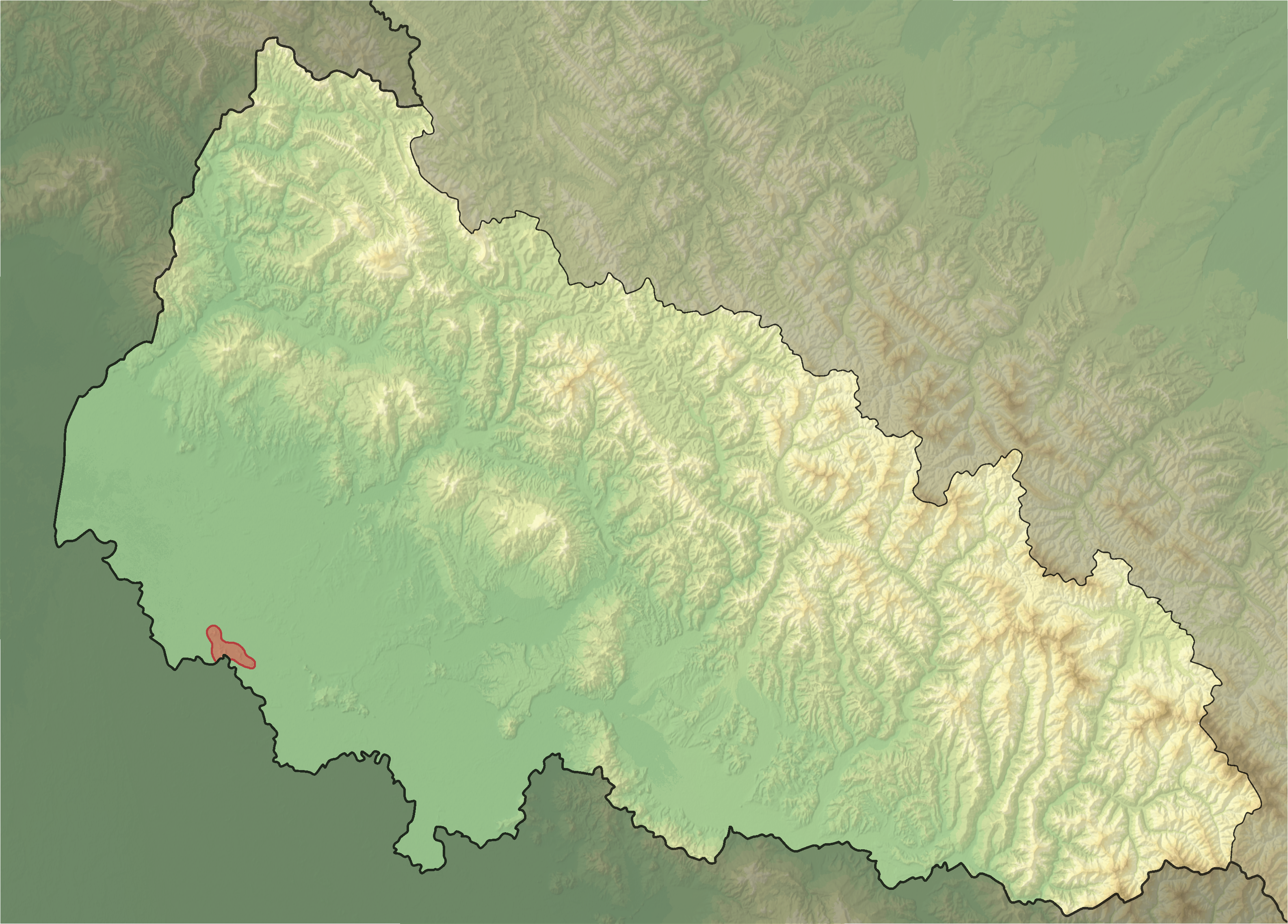
Kaszony-Bégányi-dombvidék

A Kaszony-Bégányi-dombvidék a Kárpátaljai-süllyedék déli része és a síkságból kimagasodó dombok (Dédai-, Bégányi-, Zápszonyi- és a Kaszonyi-hegy) láncolatát alkotja 170-220 méteres tengerszint feletti magassággal.
A Dédai- és Bégányi-hegy keletkezése kapcsolatban van az antiklinális gyűrődésekkel, a Zápszonyi- és Kaszonyi-hegy pedig keletkezésük szerint - vulkanogén. Az utóbbi 15 millió évben emelkedtek ki, mintegy szigetet képezve az Alföldön. 

## Lásd még
- Kaszonyi-hegy Természetvédelmi Terület (Magyarország)